# Original Six
Original Six is de benaming voor zes ijshockeyteams in de National Hockey League. Deze zes teams bestaan sinds de Tweede Wereldoorlog. Alle andere teams waren bankroet gegaan tijdens de Grote Depressie, maar de Original Six bleven bestaan. Van 1942 tot 1967 waren deze zes teams de enige ijshockeyteams in de NHL. Tegenwoordig bestaat de NHL uit 32 teams, waaronder de Original Six:
- Montreal Canadiens
- Toronto Maple Leafs
- Detroit Red Wings
- Chicago Blackhawks
- Boston Bruins
- New York Rangers